# Bacopa repens
Bacopa repens là một loài thực vật có hoa trong họ Mã đề. Loài này được (Sw.) Wettst. mô tả khoa học đầu tiên năm 1891.